# Henni Miklós
Henni Miklós (1934. december 9. – 2006. szeptember 6.) labdarúgó, hátvéd. Testvére Henni Géza válogatott labdarúgó volt. A sportsajtóban Henni II néven szerepelt.

## Pályafutása
1954 és 1956 között volt a Bp. Kinizsi játékosa, ahol két bajnoki bronzérmet és egy magyar kupa győzelmet szerzett a csapattal. A Fradiban 56 mérkőzésen szerepelt (33 bajnoki, 19 nemzetközi, 4 hazai díjmérkőzés).

## Sikerei, díjai
- Magyar bajnokság
  - 3.: 1954, 1955
- Magyar kupa
  - győztes: 1958